# Marlhes
Marlhes [maʁl] est une commune française située dans le département de la Loire, en région Auvergne-Rhône-Alpes. Elle fait partie du parc naturel régional du Pilat. Ses habitants sont appelés les Marlhiens ou les Marlhésiens et surnommés les Marlhous.

## Géographie
La commune de Marlhes est située dans le Haut-Pilat, un plateau qui domine le massif du Pilat (classé parc naturel régional). La commune s'étend sur plus de 32 km², à des altitudes variant entre 800 et 1 200 mètres. Les hivers des années 1941, 1948, 1951 sont marqués par de très fortes chutes de neige ; en revanche, les années 1906, 1942, 1943, 1944 sont marquées par de très grandes sécheresses.
| Jonzieux                            | Saint-Genest-Malifaux |                     |
| Saint-Victor-Malescours Haute-Loire | Marlhes               | Saint-Régis-du-Coin |
| Saint-Romain-Lachalm Haute-Loire    |                       | Riotord Haute-Loire |

### Climat
Pour des articles plus généraux, voir Climat d'Auvergne-Rhône-Alpes et Climat de la Loire.
En 2010, le climat de la commune est de type climat des marges montargnardes, selon une étude du Centre national de la recherche scientifique s'appuyant sur une série de données couvrant la période 1971-2000. En 2020, Météo-France publie une typologie des climats de la France métropolitaine dans laquelle la commune est exposée à un climat de montagne ou de marges de montagne et est dans la région climatique Sud-est du Massif Central, caractérisée par une pluviométrie annuelle de 1 000 à 1 500 mm, minimale en été, maximale en automne.
Pour la période 1971-2000, la température annuelle moyenne est de 8,5 °C, avec une amplitude thermique annuelle de 16 °C. Le cumul annuel moyen de précipitations est de 991 mm, avec 10,3 jours de précipitations en janvier et 7 jours en juillet. Pour la période 1991-2020, la température moyenne annuelle observée sur la station météorologique de Météo-France la plus proche, « Saint-Romain-Lachalm », sur la commune de Saint-Romain-Lachalm à 5 km à vol d'oiseau, est de 9,2 °C et le cumul annuel moyen de précipitations est de 923,5 mm,. Pour l'avenir, les paramètres climatiques de la commune estimés pour 2050 selon différents scénarios d'émission de gaz à effet de serre sont consultables sur un site dédié publié par Météo-France en novembre 2022.

## Urbanisme

### Typologie
Au 1er janvier 2024, Marlhes est catégorisée commune rurale à habitat dispersé, selon la nouvelle grille communale de densité à sept niveaux définie par l'Insee en 2022.
Elle est située hors unité urbaine. Par ailleurs la commune fait partie de l'aire d'attraction de Saint-Étienne, dont elle est une commune de la couronne,. Cette aire, qui regroupe 105 communes, est catégorisée dans les aires de 200 000 à moins de 700 000 habitants,.

### Occupation des sols
L'occupation des sols de la commune, telle qu'elle ressort de la base de données européenne d’occupation biophysique des sols Corine Land Cover (CLC), est marquée par l'importance des territoires agricoles (56 % en 2018), en augmentation par rapport à 1990 (54,7 %). La répartition détaillée en 2018 est la suivante : 
zones agricoles hétérogènes (42,7 %), forêts (40,2 %), prairies (13,2 %), milieux à végétation arbustive et/ou herbacée (2,4 %), zones urbanisées (1,5 %). L'évolution de l’occupation des sols de la commune et de ses infrastructures peut être observée sur les différentes représentations cartographiques du territoire : la carte de Cassini (XVIIIe siècle), la carte d'état-major (1820-1866) et les cartes ou photos aériennes de l'IGN pour la période actuelle (1950 à aujourd'hui).

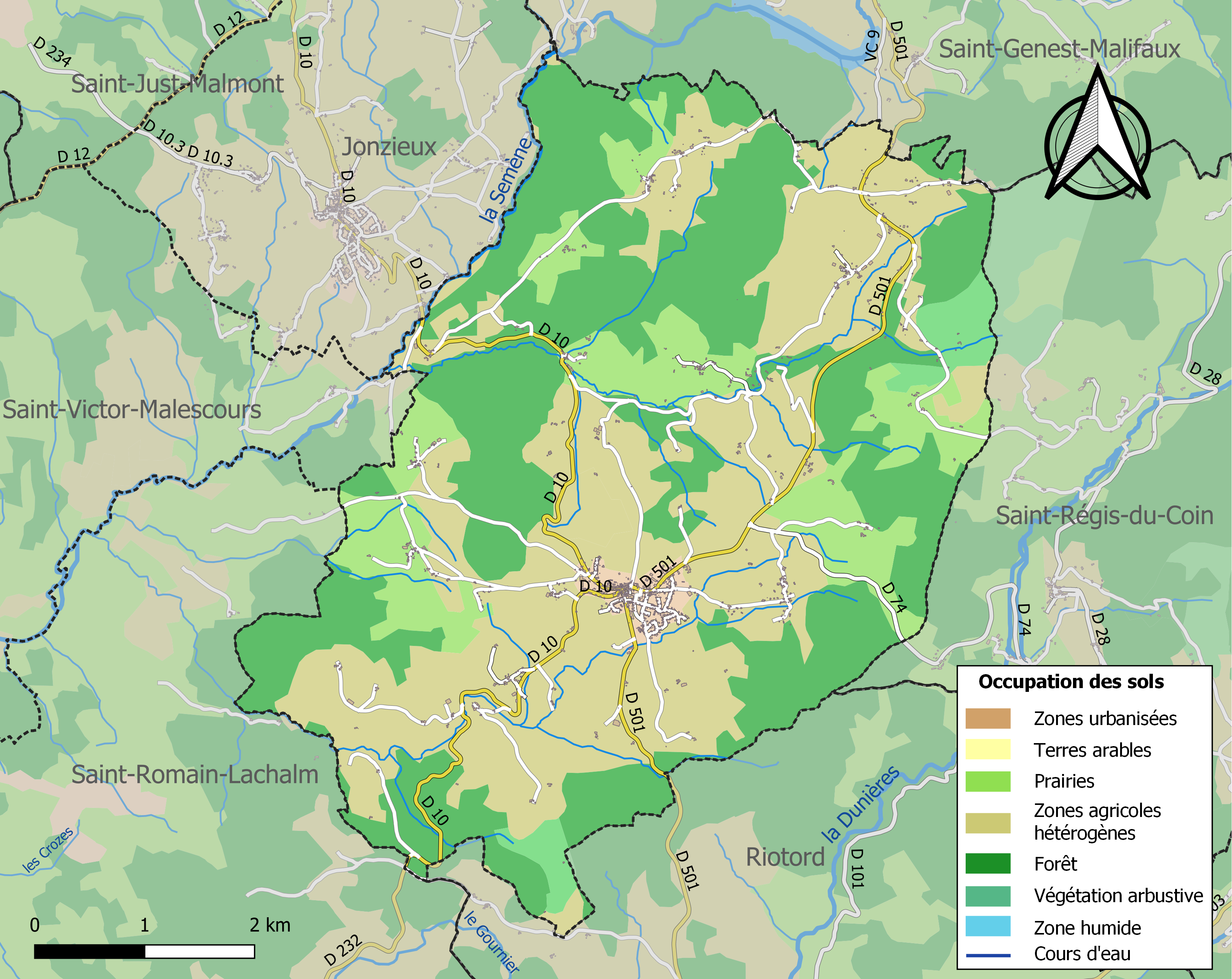
Carte des infrastructures et de l'occupation des sols de la commune en 2018 (CLC).

## Toponymie
« Marlhes » viendrait du mot « marais » en francique marisk, comme l'assure en 1936 l'abbé Souchon. En effet, le bourg de Marlhes n'a pas pu jouer un rôle prépondérant autour des Xe et XIe siècles car son environnement marécageux empêchait la construction d'un château-fort et de ses fortifications.
Cependant, selon H. Cocheris, le mot marne (du gaulois marga), qu'on appelle en picard marle et merle, en normand, mâle, etc. se trouve à l’origine du nom de Marlhes, comme des différents lieux français orthographiés Marle ou Marles, etc. (dont Marly).

## Histoire
La paroisse de Marlhes est citée dans des chartes du prieuré de Saint-Sauveur-en-Rue dès l'an 1080. Elle a fait partie du Forez et du diocèse du Puy-en-Velay jusqu'à la fin de l'ancien régime.
Marlhes est le lieu de naissance de Marcellin Champagnat (1789-1840), fondateur des écoles maristes présentes sur plusieurs continents, canonisé le 18 avril 1999 par Jean-Paul II.
Le 22 juillet 1948, l'abbé Dorna composa la Marlhésienne, hymne de la commune, qui fut interprété par la clique de la sapinière puis par l'ensemble musical présent depuis 2007. Au lieu-dit de la Faye, existait un château, siège de la baronnie de la Faye.
L'église du village abrite les reliques, contenues dans une statue en cire, de saint Fidèle.
La Grande Encyclopédie de 1900, qui orthographie sans doute faussement le nom Marlhès (avec un accent), assigne alors à la commune 1891 habitants, et signale la présence de diverses industries, dont des scieries et des fabriques de ruban.
C’est à Marlhes qu’a eu lieu l’aventure du Vallon, relatée par l’équipe du Journal de 13 heures de Jean-Pierre Pernaut.

### Les Templiers et les Hospitaliers
À Marlhette et au Temple le promeneur peut apercevoir les traces d'une ferme fortifiée, une ancienne commanderie de l'ordre du Temple devenue un membre de la commanderie de Devesset après sa dévolution aux Hospitaliers

## Politique et administration

### Liste des maires
| Période                                  | Période  | Identité              | Étiquette | Qualité                                                 |
| ---------------------------------------- | -------- | --------------------- | --------- | ------------------------------------------------------- |
| Les données manquantes sont à compléter. |          |                       |           |                                                         |
| 1878                                     | 1901     | Claude Chorain        |           |                                                         |
| 1901                                     | 1903     | Jean Courbon Lafaye   |           |                                                         |
| 1903                                     | 1904     | Celestin Peysson      |           |                                                         |
| 1904                                     | 1944     | Paul Courbon Lafaye   |           |                                                         |
| 1944                                     | 1945     | Jean Riocreux         |           |                                                         |
| 1945                                     | 1959     | Paul Courbon Lafaye   |           |                                                         |
| 1959                                     | 1977     | Paul Aubert           |           |                                                         |
| 1977                                     | 1995     | Claude Chorain        | SE        |                                                         |
| 1995                                     | 2014     | Jean Gilbert          | SE        |                                                         |
| 2014                                     | 2020     | Anne Droin            | DVD       |                                                         |
| 2020                                     | En cours | Jean-François Chorain | DVD       | Chef d'entreprise, conseiller départemental depuis 2021 |

### Jumelages
Marlhes est jumelée au village de Féouda (Togo) et avec Charette (Québec).

## Population et société

### Démographie
L'évolution du nombre d'habitants est connue à travers les recensements de la population effectués dans la commune depuis 1793. Pour les communes de moins de 10 000 habitants, une enquête de recensement portant sur toute la population est réalisée tous les cinq ans, les populations de référence des années intermédiaires étant quant à elles estimées par interpolation ou extrapolation. Pour la commune, le premier recensement exhaustif entrant dans le cadre du nouveau dispositif a été réalisé en 2005.

En 2022, la commune comptait 1 338 habitants, en évolution de +3,08 % par rapport à 2016 (Loire : +1,32 %, France hors Mayotte : +2,11 %).
| 1793  | 1800  | 1806  | 1821  | 1831  | 1836  | 1841  | 1846  | 1851  |
| ----- | ----- | ----- | ----- | ----- | ----- | ----- | ----- | ----- |
| 2 800 | 2 233 | 2 371 | 2 420 | 2 700 | 2 717 | 2 731 | 2 893 | 2 842 |

| 1856  | 1861  | 1866  | 1872  | 1876  | 1881  | 1886  | 1891  | 1896  |
| ----- | ----- | ----- | ----- | ----- | ----- | ----- | ----- | ----- |
| 2 784 | 2 246 | 2 143 | 2 039 | 2 141 | 1 994 | 2 046 | 1 891 | 1 878 |

| 1901  | 1906  | 1911  | 1921  | 1926  | 1931  | 1936  | 1946  | 1954  |
| ----- | ----- | ----- | ----- | ----- | ----- | ----- | ----- | ----- |
| 1 901 | 1 938 | 1 671 | 1 469 | 1 406 | 1 407 | 1 358 | 1 238 | 1 187 |

| 1962  | 1968 | 1975 | 1982  | 1990  | 1999  | 2005  | 2006  | 2010  |
| ----- | ---- | ---- | ----- | ----- | ----- | ----- | ----- | ----- |
| 1 015 | 971  | 981  | 1 021 | 1 094 | 1 305 | 1 392 | 1 382 | 1 393 |

| 2015  | 2020  | 2022  | - | - | - | - | - | - |
| ----- | ----- | ----- | - | - | - | - | - | - |
| 1 304 | 1 340 | 1 338 | - | - | - | - | - | - |

### Sports
En 1975, Marlhes et Jonzieux participent au jeu inter-villages présenté par l'animateur Guy Lux, qui fait le déplacement dans ces deux communes. Le dimanche 20 juillet, le village de Jonzieux l'emporte à Marlhes, mais Marlhes prend sa revanche à Jonzieux le 27 juillet.
Chaque année fin mai, se déroule la Foulée Verte de Marlhes, une course à pied créée en 1981, qui emprunte les sentiers de la commune sur 17 km.
Les 23 et 24 mai 2009, les championnats de France universitaires de course d'orientation se sont déroulés dans la commune.

## Économie
L'agriculture occupe encore une place importante avec des exploitations tournées vers la production de lait de vache. Par ailleurs, quelques entreprises sont installées sur la commune (maçonnerie, scierie, commerces...). Mais une grande partie de la population travaille à l'extérieur de la commune, essentiellement sur l'agglomération stéphanoise.
Au XIXe et XXe siècles, de nombreuses scieries et une usine sont en activité le long de la rivière qui va du hameau de l'Allier jusqu’à Verne.

## Culture locale et patrimoine

### Lieux et monuments
- Au hameau du Rosey, la chapelle dédiée à Saint Marcellin Champagnat, ainsi que, juste à côté, la maison natale de celui-ci.
- L'église de Marlhes, sous l'invocation de Saint-Saturnin, surnommée la basilique des Hauts-Plateaux, a été construite à la fin du XIXe siècle[26].
- La maison de la Béate et de l'Allier, musée d'arts et traditions populaires.
- La Maison de l'Eau.
- La ferme et le château de La Faye. La ferme, réputée pour la fabrication du babeurre (de la fin du XVIIIe jusqu'au milieu du XXe siècle), fut dirigée pendant plus de deux siècles par la famille Courbon Lafaye, dont le dernier représentant fut Paul Courbon Lafaye (maire). Le château, d'un style néo-classique sobre, présente toutefois une architecture massive et austère. Tombé en ruines après la Seconde Guerre mondiale, il est depuis quelques années en cours de restauration.
- Le château de la Sapée, dans le centre du bourg.
- La statue de la Madone, en haut d'une colline surplombant le village.
- Les carrières de la Faye de granit bleu, spécifique dans la région.
- Le gîte de Foumourette, dans le bourg, qui est une maison forte datée du XIIIe siècle et reconnaissable à sa tour médiévale[27].

## Personnalités liées à la commune
- Marcellin Champagnat (1789-1840), homme d'église canonisé le 18 avril 1999 par le pape Jean-Paul II, y est né.
- Jean-Baptiste Epalle (1808-1845), missionnaire et évêque, y est né.
- Jean-Baptiste Brunon (1913-1997), évêque de Tulle de 1970 à 1984, y est né.
- Charles Fiterman (1933), député et ancien ministre communiste, a été placé à Marlhes pendant l'Occupation[28],[29].
- Jean-Yves Riocreux (1946-), évêque de Pontoise (2003-2012) puis évêque de Basse-Terre et Pointe-à-Pitre (2012-2021), y est né.

### Patrimoine naturel
Marlhes, faisant partie du Pilat, comporte de nombreux milieux naturels remarquables. Elle comporte quatre ZNIEFF de type 1 et une de type 2 ainsi qu'un SIC (Site d'importance communautaire) :
- Type 1 : Crêt de Chaussitre, Prairies de Marlhes, Prairies de la Frâche, Prairies de l'Allier.
- Type 2 : Les zones humides du Haut Pilat.
- SIC : Les Tourbières du Pilat et Landes de Chaussitre.

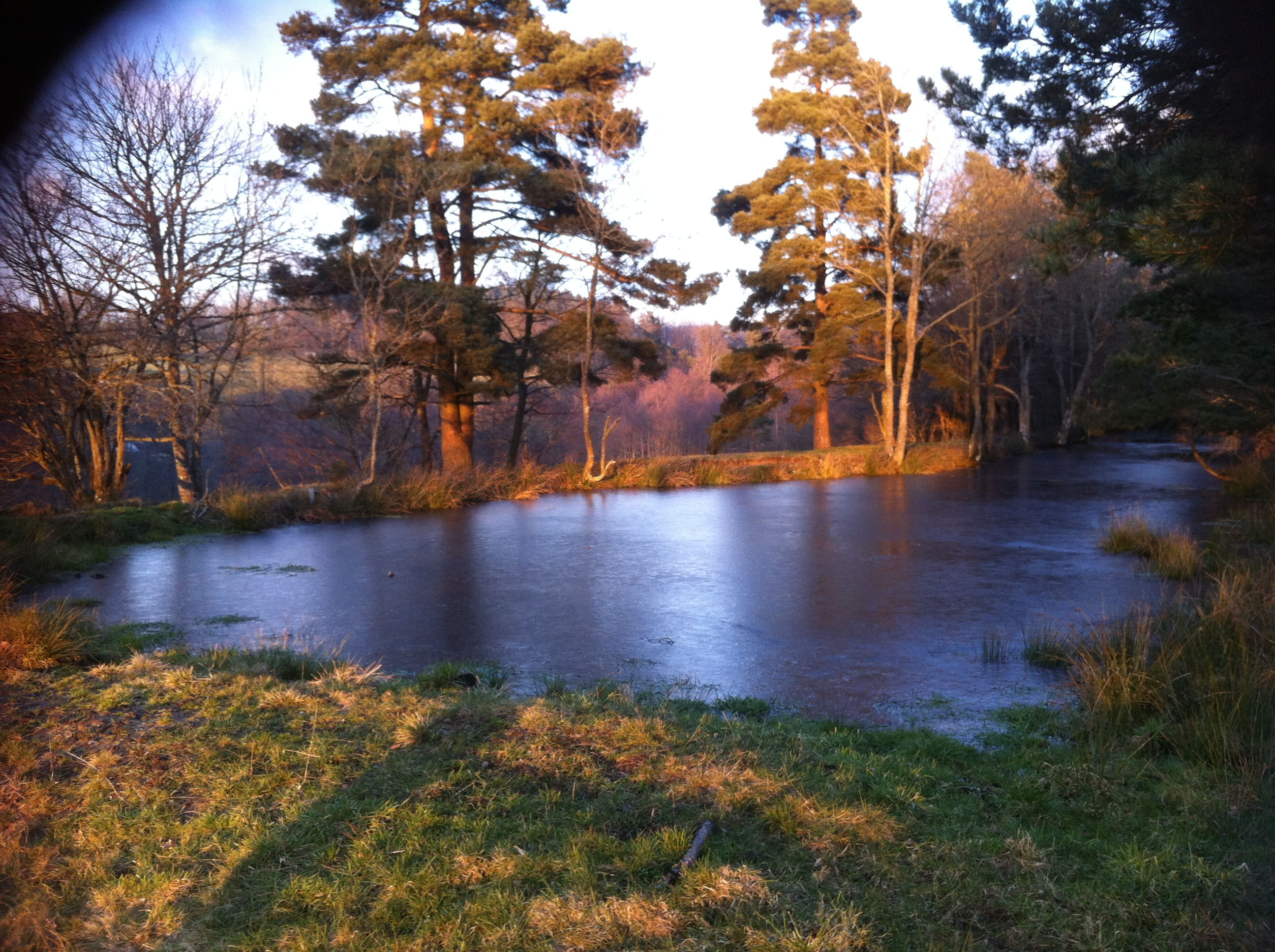
Etang gelé, au sein d'un milieu naturel, durant l'hiver 2011.

Au niveau des forêts, Marlhes est constituée principalement de sapinières, de pinèdes à pin sylvestre et de plantations de résineux (notamment de douglas).